# Zgornje Jezersko
Zgornje Jezersko este o localitate din comuna Jezersko, Slovenia, cu o populație de 558 de locuitori.